# ムスペル
ムスペル（Múspell。ムースペッル、ムスペッル、ムースペル、ムスッペルとも）は、北欧神話に登場する、おそらくは巨人の一族である。
南にある火の国「ムスペル」に住んでいるとされる

## 概要

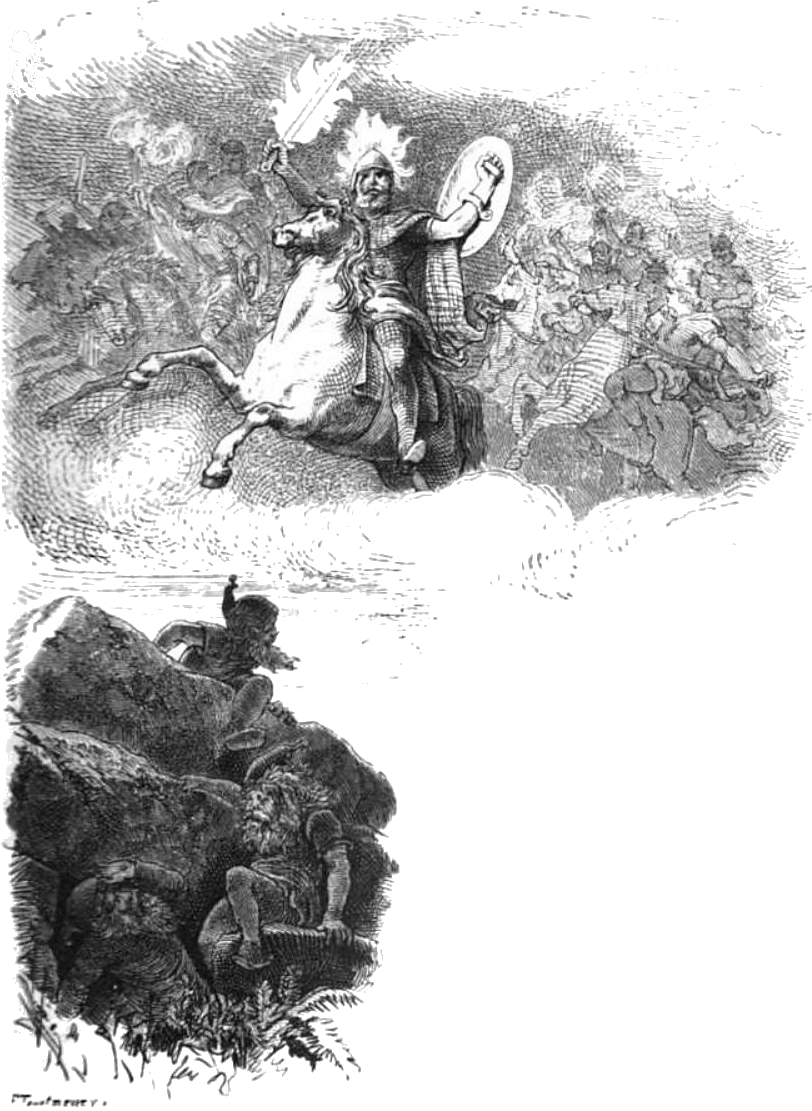
スルトを先頭に進軍するムスペルの軍勢。

ムスペルは南方にあるとされる火の国に住むと考えられているためか、しばしば「炎の巨人」といわれている。
彼らはラグナロクにおいて神々との戦いの場に現れるものの、それ以前には神々や人間たちの前に登場することはない。
『スノッリのエッダ』第一部『ギュルヴィたぶらかし』第43章では、最も巨大な船「ナグルファル」を持っているのがムスペルだと説明されている。
しかし同51章において、高潮の中に浮かび上がったナグルファルにムスペルが乗っているとはいわれていない。
「ムスペルの子ら」と呼ばれる軍勢は天を裂いて現れ、前後を炎に包まれたスルトを先頭にし、馬を駆って虹の橋ビフレストを渡り、そのため橋が崩壊してしまうというのである。
また『古エッダ』の『ロキの口論』第42節では、ムスペルは神々の国とムスペルの住む「南」の火の国とを隔てる暗い森・ミュルクヴィズをくぐってやって来るとされ、またスルト同様にフレイと戦うとされている。
しかし同じ『古エッダ』の『巫女の予言』では、ムスペルは「1艘の大きな船」に乗って「東」の方から現れるとされている。
その船の舵はロキがとっている。
この来襲してくる方角が文献によって南であったり東であったりすること、そしてムスペルの正体自体がよくわからないことから、現在でもさまざまな見解が出されている。（後述）
『たぶらかし』第51章において、ヴィーグリーズに進軍したムスペルの子らは独自の陣形をとり、それが目が眩むほどのものであると描写されている。
この『たぶらかし』において「ムスペルの子ら」が炎の巨人スルトとともに進軍してくるとされているのは、『巫女の予言』とまったく異なる内容であるが、シーグルズル・ノルダルは、スノッリがムスペルとは誰であるかを知らず、前述の『ロキの口論』の内容を証拠として結論づけたと考えている。

### 地名としてのムスペル
『たぶらかし』第4章・5章においては、ムスペルは地名として使用されている。
そこは火焔が燃え上がる熱く明るい地域であって、その国で生まれた者しか近づくことができず、国境ではスルトが警護にあたっていると説明される。
ただし第5章では、おそらく同一の場所をさすムスペルスヘイム（ムースペッルスヘイムとも）という名も挙げられている。

## 「múspell」の正体
「ムスペル」（múspell）の語義は不明であるが、複数の学者により古ザクセン（サクソン）語で書かれた詩『ヘーリアント』に登場するムーツペッレ（mûdspelle）ムーツペッリ（mútspelli）との関連を指摘されている。
古ノルド語からは「ムスペル」の語源を説明できないため、これは古ザクセン語から借りたものだという説もある。
また、9世紀のバイエルン方言の詩『ムースピリ』にも、題名となった「Mûspilli 」という語が登場する。
これらの類似する言葉はいずれも、語源ははっきりしないものの人間を襲う破滅を指している。
『ヘーリアント』には「ムーツペッルの軍勢が人間に襲いかかる」とあり、『巫女の予言』での「ムスペルの軍勢が海を渡ってくる」、『ロキの口論』での「ムスペルの子らが森をくぐってやって来たら」という表現とは類似性がある。
しかし『ヘーリアント』においても『ムースピリ』においても、その単語は火と結びつくものではない。
『ムースピリ』の第50 - 54節では世界の炎上する様子が描かれているが、炎上はムースピリが来る前の、エリヤの血が地上に滴ったことで始まるとされている（ムースピリを参照）。
それに続く第57節に「ムースピリの面前では身内を助けられない」とあり、ムースピリとは裁きの日にやって来る、おそらくはキリストのことであろうと考えられる。
アクセル・オルリックは、ムスペルの軍勢について確実に言えるのは彼らが神々の敵対者であることであり、彼らはラグナロクにおける破壊の力を擬人化したものだと主張する。
またオルリックは、世界を滅ぼす勢力とムスペルとの関係を考察する。その勢力は、時にムスペルの「軍勢（lýðir）」とされ、ムスペルの「子ら（synir）」ともされる。
さらに「ムスペルの男たち」（Múspellz megir）という表現もあり、スノッリはこれを「子ら（synir）」と交互に用いる。
オルリックは『ロキの口論』第42節に登場するムスペルの「子ら（synir）」という表現が、本来は「megir」ではなかったかと推定している。
ノルダルはさらに、「megir」が『ヘーリアント』第2591節に出てくる「ムーツペッレの力」（Múdspelles megin）という語の誤解から生じた表現ではないかと推測する。
ノルダルは、この「ムスペル」という語が北欧に入ってきた時、北欧の人々が、ラグナロクの日に襲ってくる巨人軍団の父としてムスペルを理解していただろう、と考えている。
ただしムスペルの名は現存する他の詩には登場しない。
ムスペルの観念は一般の人々に共有されるものではなかった。